# Egginer
Der Egginer ist ein 3367 m ü. M. hoher Gipfel oberhalb von Saas-Fee. Zusammen mit dem Mittaghorn bildet er einen Felskamm am Ende des Saastals. Der Fels des nicht vergletscherten Gipfels ist in den Flanken brüchig, an den Graten hingegen ist der Fels gut.
Der Normalanstieg führt in 3½ Stunden von Plattjen, in 2½ Stunden von der Britanniahütte, über die Südostflanke (Stellen II) zum Gipfel.
In der Südostwand befinden sich ein halbes Dutzend attraktiver Kletterrouten. Diese können bereits im Frühjahr bei warmer Witterung begangen werden. Sie sind in 20 Minuten von der Station Felskinn (2.989 m) oder von der Britanniahütte (3.030 m) aus zu erreichen. Die Routen beginnen unmittelbar rechts (NE) des Egginerjochs. Sie sind gut ausgerüstet und es sind Zwischensicherungen (Bh) vorhanden. Die Routen sind am Einstieg mit Namen markiert und drei bis sechs Seillängen lang.